# Prêmio Gruber de Cosmologia
O Prêmio Gruber de Cosmologia (em inglês:  Gruber Cosmology Prize) é concedido desde 2000 pela Fundação Gruber e desde 2001 suportado pela União Astronômica Internacional.
O prêmio é concedido a um cosmólogo, astrônomo, astrofísico ou filósofo da ciência por descoberta fundamental teórica, analítica ou conceitual, de profundo impacto para o desenvolvimento da área. Consiste, assim como os outros Prêmios Gruber, em uma medalha de ouro e um valor monetário de US$ 500 mil dólares (2007).

## Laureados
- 2000 James Peebles e Allan Rex Sandage
- 2001 Martin Rees
- 2002 Vera Rubin
- 2003 Rashid Sunyaev
- 2004 Alan Guth e Andrei Linde
- 2005 James Gunn
- 2006 John Mather e a equipe COBE
- 2007 Saul Perlmutter e sua equipe Supernova Cosmology Project juntamente com Brian Schmidt e sua equipe "High-z Supernova Search"
- 2008 John Richard Bond
- 2009 Wendy Freedman, Robert Kennicutt, Jeremy Mould pela determinação da constante de Hubble
- 2010 Charles Colville Steidel, por pesquisar as galáxias mais antigas conhecidas
- 2011 Marc Davis, George Efstathiou, Carlos Frenk e Simon White
- 2012 Charles Leonard Bennett e equipe do Wilkinson Microwave Anisotropy Probe
- 2013 Viatcheslav Mukhanov e Alexei Starobinski
- 2014 Sidney van den Bergh, Jaan Einasto, Kenneth Freeman e Richard Brent Tully
- 2015 John E. Carlstrom, Jeremiah Paul Ostriker e Lyman Page
- 2016 Ronald Drever, Kip Thorne, Rainer Weiss e a equipe do time de descoberta LIGO[1]
- 2017 Sandra Faber
- 2018 Equipe Sonda Espacial Planck, Nazzareno Mandolesi, Jean-Loup Puget
- 2019 Nicholas Kaiser, Joseph Silk
- 2020 Lars Hernquist e Volker Springel[2]
- 2021 Marc Kamionkowski, Uroš Seljak e Matias Zaldarriaga[3]